# Indian Wells Tennis Garden
Indian Wells Tennis Garden je tenisový areál v jihokalifornském městě Indian Wells, ležícím v pouštním údolí Coachella Valley, blízko Palm Springs. Komplex byl dokončen v březnu 2000 a stal se dějištěm profesionálního turnaje mužů a žen Indian Wells Masters. Obsahuje 29 otevřených tenisových dvorců s tvrdým povrchem  Laykold, z nichž je 23 opatřeno umělým osvětlením.
Centrální kurt, Stadium 1, má kapacitu šestnáct tisíc návštěvníků. Po newyorském Arthur Ashe Stadium představuje druhý největší stadion světa, určený výhradně k tenisovým účelům. Druhý dvorec, Stadium 2, vznikl při rekonstrukci areálu dokončené v březnu 2014, a do svých ochozů pojme osm tisíc diváků.

## Historie
Areál se rozhodli vybudovat bývalí tenisté, tehdejší majitel BNP Paribas Open Charlie Pasarell s jihoafrickým společníkem Raymondem Moorem, kteří založili společnost PM Sports Management. Na realizaci spolupracovali s Markem McCormackem a jeho firmou International Management Group, s cílem shromáždit finanční prostředky v soukromém fondu.
K otevření areálu došlo v březnu 2000 a náklady na výstavbu dosáhly částky 77 milionů dolarů. Komplex byl navrhnut firmou Rossetti Associates Architects. V roce 2006 International Management Group odkoupili investoři včetně Peta Samprase, Chris Evertové, Billie Jean Kingové, Grega Normana, Charlieho Pasarelly a Raymonda Moorea. V závěru roku 2009 se majitelem tenisového turnaje i komplexu Indian Wells Tennis Garden stal Larry Ellison, spoluzakladatel a výkonný ředitel firmy Oracle, jenž založil společnost Tennis Ventures.

### Rozšíření
Po dohrání BNP Paribas Open 2013 areál prošel rekonstrukcí. Postaven byl nový druhý dvorec, Stadium 2, na jehož realizaci se podílela architektonická firma Keisker and Wiggle Architects. V útrobách byly zřízeny tři restaurace, včetně japonské kuchyně. Plocha vesničky komplexu byla rozšířena a dvorce osazeny větším množstvím sedadel. Na Washingtonské ulici vznikl nový hlavní vchod s navýšením dvou tisíc parkovacích míst. Stavební úpravy byly dokončeny před rozehráním březnového BNP Paribas Open 2014, na nějž zavítalo do té doby rekordních 431 527 návštěvníků.
V roce 2025 organizátoři vyměnili původní povrch vyrobený tak, aby odlolal pouštnímu klimatu. Pomalý Plexipave vyhovující antukářům nahradili středně pomalým Laykoldem, vhodným pro útočnější typy.

## Události
Každoročně v březnovém termínu komplex hostí Indian Wells Masters, společný tenisový turnaj okruhů ATP Tour a WTA Tour. Společně s navazujícím Miami Masters se jedná o největší události roku po grandslamech. V areálu probíhají také další tenisové turnaje juniorů a dospělých, organizované národním tenisovým svazem United States Tennis Association. Mezi ně se řadí Big West Conference Championships, Golden State Athletic Conference Championships, World TeamTennis National Championships či americké národní mistrovství v tenise USTA National Championships.
Americká basketbalová liga NBA na dvorci uskutečnila předsezónní exhibiční zápasy, do nichž se zapojil arizonský klub Phoenix Suns. Premiérový z nich hráči odehráli 11. října 2008 proti Denver Nuggets, jakožto první předsezónní utkání NBA pod otevřeným nebem od září 1972. V sezóně 2009 Suns přivítali Golden State Warriors a v říjnu 2010 pak hostili Dallas Mavericks.
Vyjma sportovních akcí v areálu proběhly také kulturní události, jakými se staly například koncerty Eagles, The Who, Toma Pettyho, Luciana Pavarottiho, Andrey Bocelliho či mexické popové formace RBD.

## Galerie

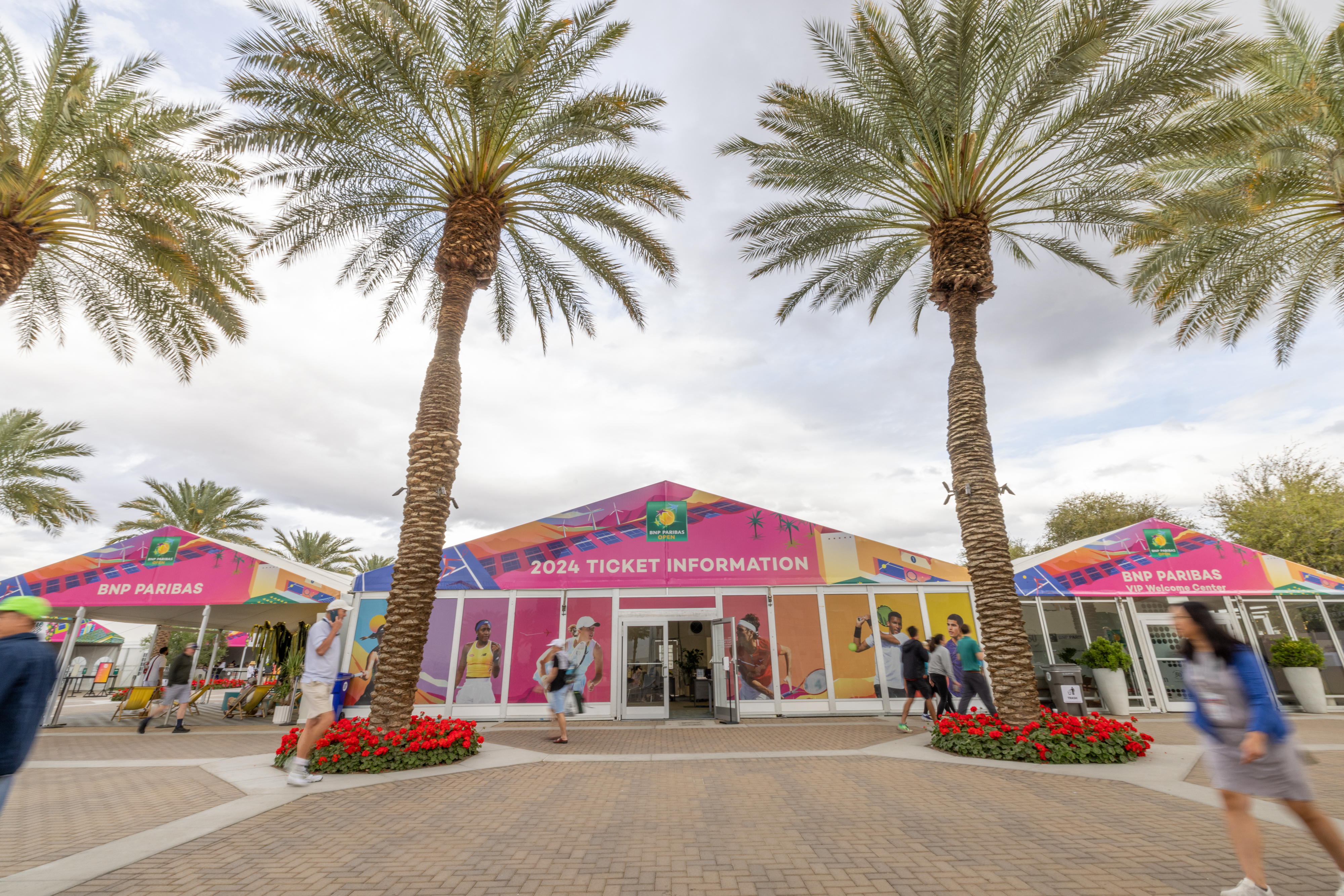
Stanové zázemí areálu
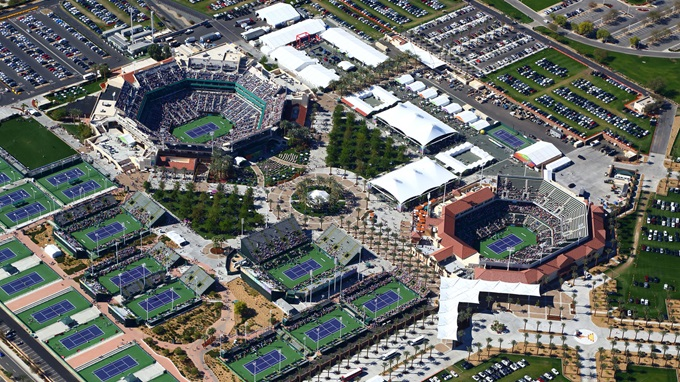
Letecký snímek areálu
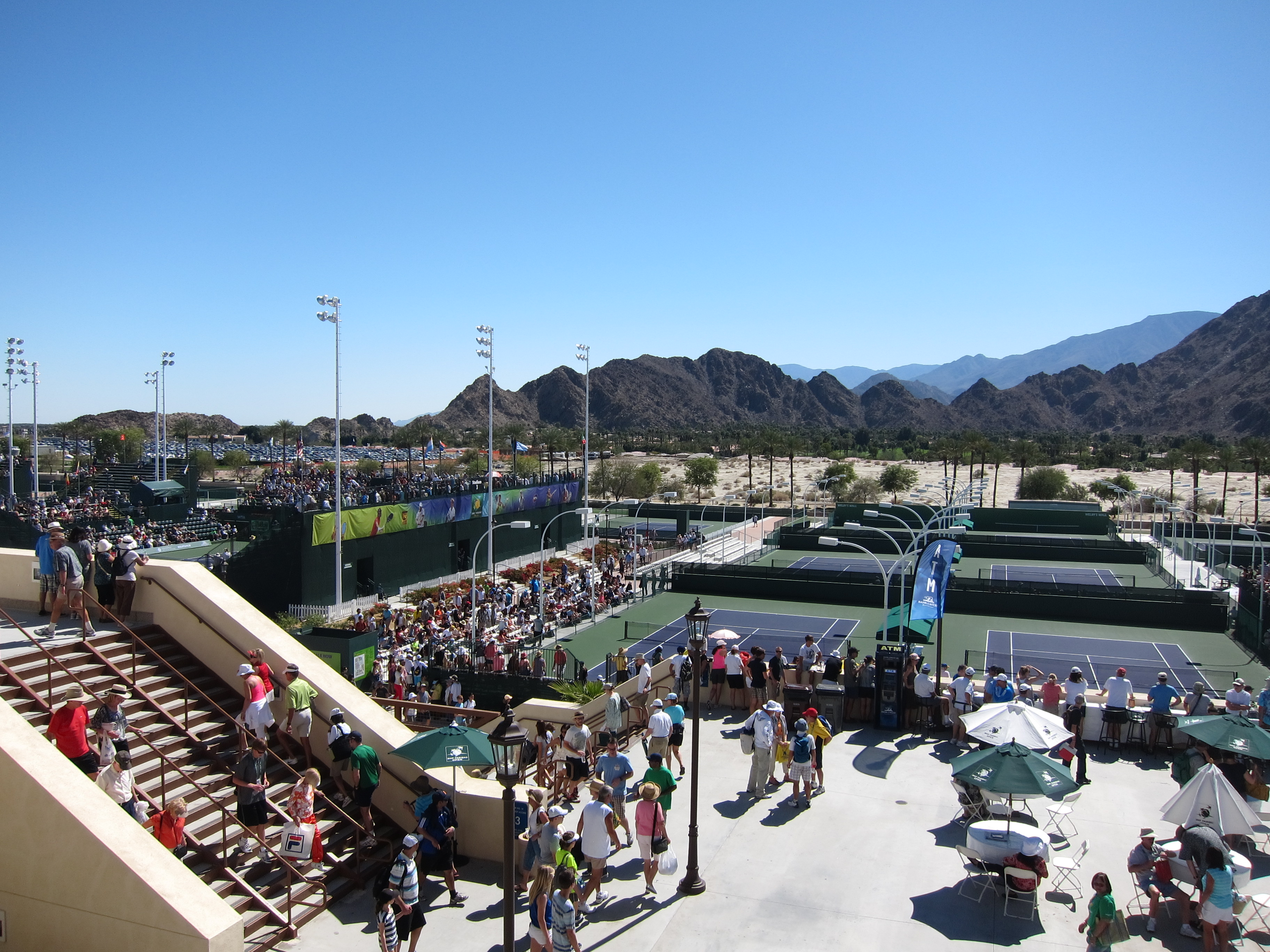
Vedlejší dvorce
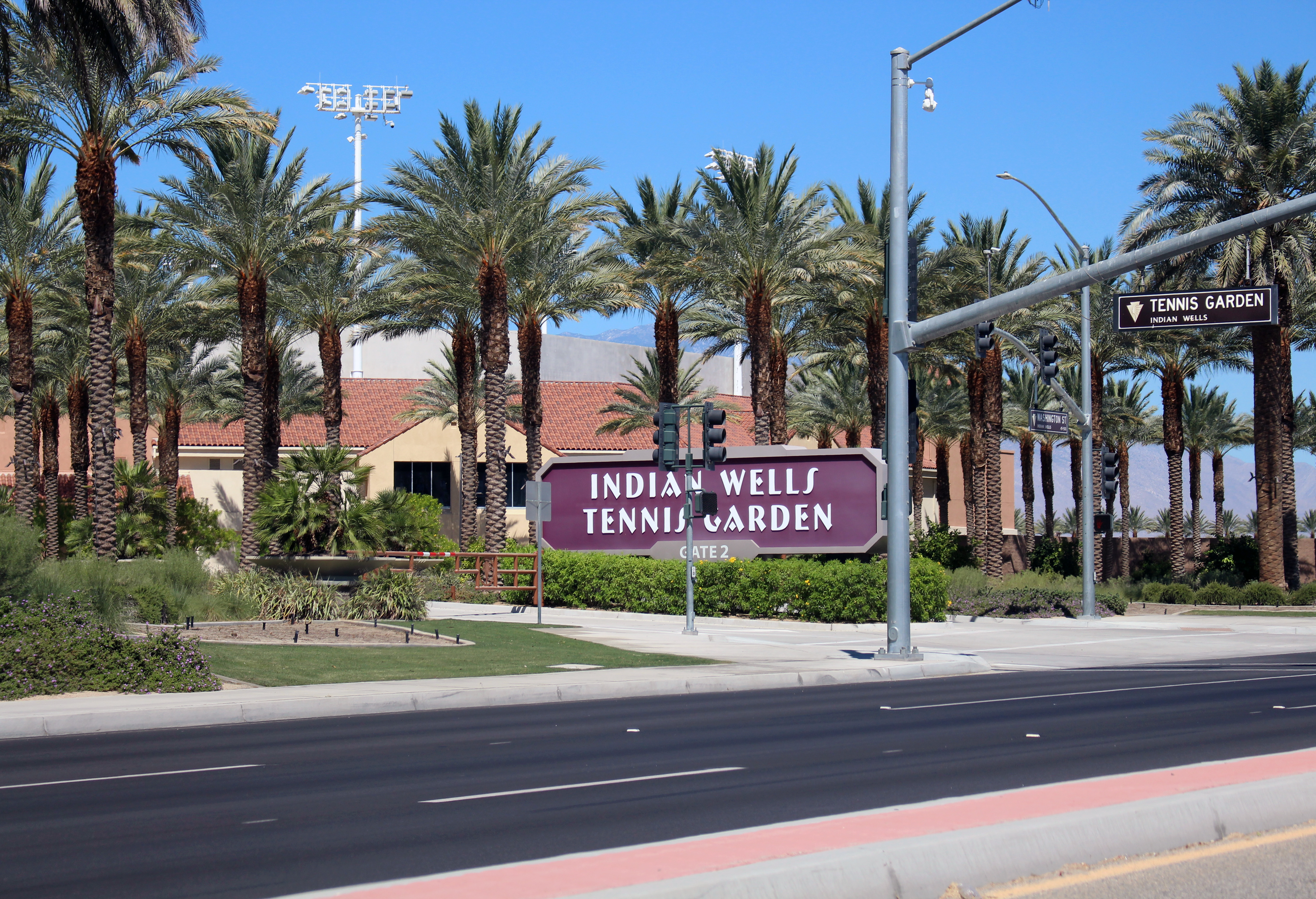
Značení areálu z dopravní komunikace
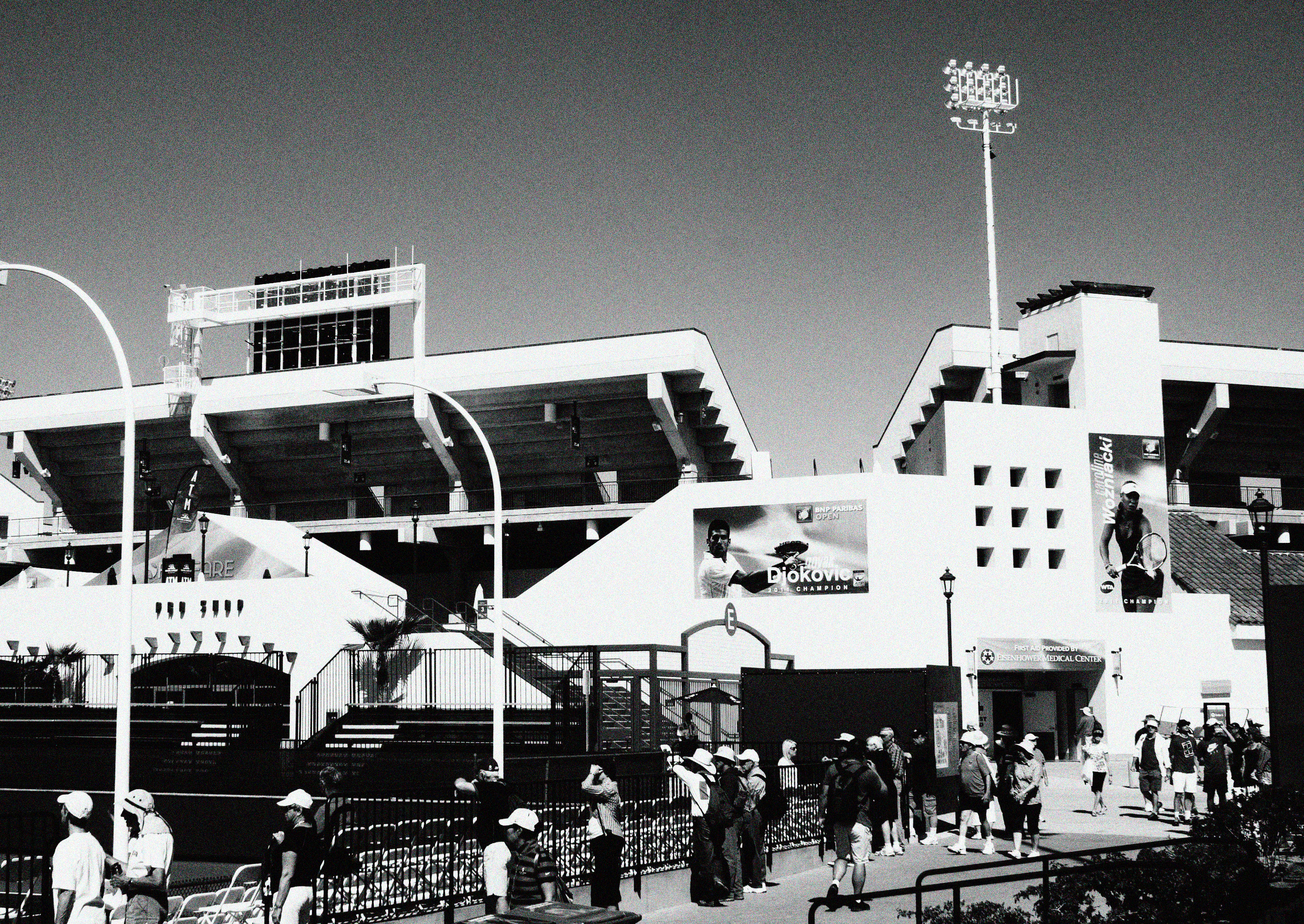
Tribuny centrkurtu